# Statistiques et records de la Coupe du monde de beach soccer
Cette page regroupe les différents records et statistiques de la Coupe du monde de beach soccer.

## Évolution du nombre de participants
|          | Championnat du monde BSWW | Championnat du monde BSWW | Championnat du monde BSWW | Championnat du monde BSWW | Championnat du monde BSWW | Championnat du monde BSWW | Championnat du monde BSWW | Championnat du monde BSWW | Championnat du monde BSWW | Championnat du monde BSWW | Coupe du monde FIFA | Coupe du monde FIFA | Coupe du monde FIFA | Coupe du monde FIFA | Coupe du monde FIFA | Coupe du monde FIFA | Coupe du monde FIFA | Coupe du monde FIFA |
| Éditions | 1995                      | 1996                      | 1997                      | 1998                      | 1999                      | 2000                      | 2001                      | 2002                      | 2003                      | 2004                      | 2005                | 2006                | 2007                | 2008                | 2009                | 2011                | 2013                | 2015                |
| -------- | ------------------------- | ------------------------- | ------------------------- | ------------------------- | ------------------------- | ------------------------- | ------------------------- | ------------------------- | ------------------------- | ------------------------- | ------------------- | ------------------- | ------------------- | ------------------- | ------------------- | ------------------- | ------------------- | ------------------- |
| Nombre   | 8                         | 8                         | 8                         | 10                        | 12                        | 12                        | 12                        | 8                         | 8                         | 12                        | 12                  | 16                  | 16                  | 16                  | 16                  | 16                  | 16                  | 16                  |

## Statistiques d'équipe

### Générales
Le Brésil et ses 13 victoires fait de la zone CONMEBOL la plus titrée. Les pays de la zone UEFA ont remporté les 4 autres : Russie (2), France (1), Portugal (1).
L'Uruguay est l'équipe à être la plus présente sur le podium sans jamais avoir remporté le trophée avec 7 tournois terminés à la 2e ou 3e place.
Le record de finales jouées et perdues est de trois. Il est détenu par l'Uruguay (1996, 1997 et 2006) et l'Espagne (2003, 2004 et 2013).
Le Brésil est la seule équipe à avoir participé à toutes les phases finales et a toujours atteint au moins les demi-finales.
| Record                  | Nombre | Équipe | Notes                                                                  |
| ----------------------- | ------ | ------ | ---------------------------------------------------------------------- |
| Titres                  | 13     | Brésil |                                                                        |
| Titres consécutifs      | 6      | Brésil |                                                                        |
| Finales                 | 14     | Brésil |                                                                        |
| Demi-finales            | 17     | Brésil | Le Brésil s'est toujours qualifié pour les demi-finales.               |
| Participations          | 17     | Brésil | Le Brésil est la seule équipe à avoir participé à toutes les éditions. |
| Matchs joués            |        | Brésil |                                                                        |
| Victoires               | 87     | Brésil |                                                                        |
| Victoires consécutives  | 34     | Brésil | Entre 1995 et 2001.                                                    |
| Défaites                |        |        |                                                                        |
| Buts marqués            |        | Brésil |                                                                        |
| Buts encaissés          |        |        |                                                                        |
| Rencontre la plus jouée |        |        |                                                                        |

### Sur une édition
| Record                                    | Nombre | Équipe               | Notes                  |
| ----------------------------------------- | ------ | -------------------- | ---------------------- |
| Plus grand nombre de victoires            | 6      | Brésil               | En 1998, 2006 et 2007. |
| Plus grand nombre de victoires            | 6      | Russie               | En 2011 et 2013.       |
| Plus de buts marqués                      | 53     | Brésil               | En 2007.               |
| Moins de buts marqués                     | 4      | Argentine et Mexique | En 1995 et 2015.       |
| Moins de buts encaissés                   | 9      | Brésil               | En 1996 et 1998.       |
| Plus de buts encaissés                    | 30     | Pays-Bas             | En 1995.               |
| Meilleure différence de but               | +43    | Brésil               | En 1998.               |
| Plus de buts marqués pour le vainqueur    | 53     | Brésil               | En 2007.               |
| Moins de buts marqués pour le vainqueur   | 27     | Portugal             | En 2001.               |
| Moins de buts marqués pour le vainqueur   | 27     | France               | En 2005.               |
| Moins de buts encaissés pour le vainqueur | 9      | Brésil               | En 1996 et 1998.       |
| Plus de buts encaissés pour le vainqueur  | 21     | Russie               | En 2011.               |

### Par pays organisateur
Aucune nation s'étant vu attribuer l'organisation de la Coupe du monde depuis son départ du Brésil en 2007 n'a remporté la compétition. En 2013, Tahiti réalise le meilleur parcours d'un organisateur hors-Brésil en décrochant la 4e place.
| Édition | Équipe              | Performance     | M | V | D | %V   | Bp | Bc | Diff | Bp/M | Bc/M | Diff/M |
| ------- | ------------------- | --------------- | - | - | - | ---- | -- | -- | ---- | ---- | ---- | ------ |
| 1995    | Brésil              | Champion        | 5 | 5 | 0 | 100  | 43 | 11 | 32   | 8,6  | 2,2  | 6,4    |
| 1996    | Brésil              | Champion        | 5 | 5 | 0 | 100  | 39 | 9  | 30   | 7,8  | 1,8  | 7      |
| 1997    | Brésil              | Champion        | 5 | 5 | 0 | 100  | 46 | 13 | 33   | 9,2  | 2,6  | 6,6    |
| 1998    | Brésil              | Champion        | 6 | 6 | 0 | 100  | 52 | 9  | 43   | 8,67 | 1,5  | 7,17   |
| 1999    | Brésil              | Champion        | 5 | 5 | 0 | 100  | 47 | 18 | 29   | 9,4  | 3,6  | 5,8    |
| 2000    | Brésil              | Champion        | 5 | 5 | 0 | 100  | 42 | 16 | 26   | 8,4  | 3,2  | 5,2    |
| 2001    | Brésil              | 4e              | 5 | 3 | 2 | 66,7 | 35 | 14 | 21   | 7    | 2,8  | 4,2    |
| 2002    | Brésil              | Champion        | 5 | 5 | 0 | 100  | 31 | 13 | 18   | 6,2  | 2,6  | 3,6    |
| 2003    | Brésil              | Champion        | 5 | 5 | 0 | 100  | 41 | 10 | 31   | 8,2  | 2    | 6,2    |
| 2004    | Brésil              | Champion        | 5 | 5 | 0 | 100  | 42 | 10 | 32   | 8,4  | 2    | 6,4    |
| 2005    | Brésil              | 3e              | 5 | 4 | 1 | 80   | 39 | 14 | 25   | 7,8  | 2,8  | 5      |
| 2006    | Brésil              | Champion        | 6 | 6 | 0 | 100  | 52 | 16 | 36   | 8,67 | 2,67 | 6      |
| 2007    | Brésil              | Champion        | 6 | 6 | 0 | 100  | 53 | 19 | 34   | 8,83 | 3,17 | 5,67   |
| 2008    | France              | Quart de finale | 4 | 2 | 2 | 50   | 17 | 19 | -2   | 4,25 | 4,75 | -0,5   |
| 2009    | Émirats arabes unis | 1er tour        | 3 | 1 | 2 | 33,3 | 12 | 12 | 0    | 4    | 4    | 0      |
| 2011    | Italie              | Quart de finale | 4 | 3 | 1 | 75   | 18 | 18 | 0    | 4,5  | 4,5  | 0      |
| 2013    | Tahiti              | 4e              | 6 | 3 | 3 | 50   | 26 | 22 | 4    | 4,3  | 3,7  | 0,7    |
| 2015    | Portugal            | Champion        | 6 | 5 | 1 | 83,3 | 32 | 18 | 14   | 5,3  | 3    | 2,3    |

## Matchs

### Record
| Record                                        | Nombre | Vainqueur | Adversaire | Note            |
| Buts en un match                              | 21     | Portugal  | Uruguay    | 2009, 14-7      |
| Buts en un match par une équipe               | 16     | Brésil    | Pays-Bas   | 1995, 16-2      |
| Buteurs différents en un match                | 12     | Uruguay   | Salomon    | 2006, 10-5      |
| Buteurs différents en un match                | 12     | Brésil    | Suisse     | 2009, 10-5      |
| Buteurs différents en un match par une équipe | 8      | Uruguay   | Salomon    | 2006, 10-5      |
| Écart de buts                                 | 14     | Brésil    | Pays-Bas   | 1995, 16-2      |
| Écart de buts en finale                       | 6      | Brésil    | Mexique    | 2007, 8-2       |
| Plus haute égalité avant prolongation         | 8-8    | Sénégal   | Suisse     | 2011, 8-8 (1-0) |
| Plus longue séance de tirs au but             | 9      | Brésil    | Russie     | 2007, 2-2 (5-4) |
| Buts dans une finale                          | 20     | Russie    | Brésil     | 2011, 12-8      |
| Buts dans une finale par une équipe           | 12     | Russie    | Brésil     | 2011, 12-8      |

### Moyenne de buts par match
| Année | Nombre de buts | Nombre de matchs | Moyenne de buts par match |
| ----- | -------------- | ---------------- | ------------------------- |
| 1995  | 149 buts       | 16 matchs        | 9,31 buts / match         |
| 1996  | 131 buts       | 16 matchs        | 8,2 buts / match          |
| 1997  | 144 buts       | 16 matchs        | 9 buts / match            |
| 1998  | 219 buts       | 24 matchs        | 9,1 buts / match          |
| 1999  | 186 buts       | 20 matchs        | 9,3 buts / match          |
| 2000  | 172 buts       | 20 matchs        | 8,6 buts / match          |
| 2001  | 144 buts       | 20 matchs        | 7,2 buts / match          |
| 2002  | 145 buts       | 16 matchs        | 9,1 buts / match          |
| 2003  | 150 buts       | 16 matchs        | 9,4 buts / match          |
| 2004  | 155 buts       | 20 matchs        | 7,8 buts / match          |
| 2005  | 164 buts       | 20 matchs        | 8,6 buts / match          |
| 2006  | 286 buts       | 32 matchs        | 8,94 buts / match         |
| 2007  | 261 buts       | 32 matchs        | 8,16 buts / match         |
| 2008  | 258 buts       | 32 matchs        | 8,6 buts / match          |
| 2009  | 284 buts       | 32 matchs        | 8,88 buts / match         |
| 2011  | 269 buts       | 32 matchs        | 8,4 buts / match          |
| 2013  | 243 buts       | 32 matchs        | 7,59 buts / match         |
| 2015  | 254 buts       | 32 matchs        | 7,94 buts / match         |

## Performances

### Titres et finales
Le tableau suivant dénombre les nations ayant joué plus d'une finale de Coupe du monde de beach soccer.
| Équipe   | Champion du monde (année)                                                         | Finales perdues (année) | Finales disputées (période) |
| Brésil   | 13 (1995, 1996, 1997, 1998, 1999, 2000, 2002, 2003, 2004, 2006, 2007, 2008, 2009) | 1 (2011)                | 14 (1995 à 2011)            |
| Portugal | 2 (2001, 2015)                                                                    | 3 (1999, 2002, 2005)    | 5 (1999 à 2015)             |
| Russie   | 2 (2011, 2013)                                                                    | 0                       | 2 (2011 et 2013)            |
| France   | 1 (2005)                                                                          | 2 (1998, 2001)          | 3 (1998 à 2005)             |
| Espagne  | 0                                                                                 | 3 (2003, 2004, 2013)    | 3 (2003 à 2013)             |
| Uruguay  | 0                                                                                 | 3 (1996, 1997, 2006)    | 3 (1996 à 2006)             |
| Tahiti   | 0                                                                                 | 1 (2015)                | 1 (2015)                    |

### Participations
| Nombre | Équipe     | Première | Dernière | Meilleure performance |
| 18     | Brésil     | 1995     | 2015     | Champion (13 fois)    |
| 16     | Italie     | 1995     | 2015     | 2e (3 fois)           |
| 16     | Argentine  | 1995     | 2015     | 2e (1 fois)           |
| 15     | Uruguay    | 1995     | 2009     | 2e (3 fois)           |
| 15     | Portugal   | 1997     | 2015     | Champion (2 fois)     |
| 14     | Espagne    | 1998     | 2015     | 2e (3 fois)           |
| 13     | États-Unis | 1995     | 2013     | 2e (1 fois)           |
| 12     | France     | 1997     | 2008     | Champion (1 fois)     |
| 12     | Japon      | 1997     | 2015     | 4e (2 fois)           |

En tout, 41 équipes se sont déjà qualifiées pour la phase finale de la coupe du monde. Parmi elles, 10 n'ont qu'une seule participation.

## Statistiques individuelles

### Buts en un match
| Buts | Joueur              | Équipe        | Score final | Adversaire | Année |
| 7    | Madjer              | Portugal      | 14-7        | Uruguay    | 2009  |
| 6    | Madjer              | Portugal      | 10-3        | Cameroun   | 2006  |
| 5    | Boguslaw Saganowski | Pologne       | 8-5         | Japon      | 2006  |
| 5    | Madjer              | Portugal      | 7-10        | Brésil     | 2007  |
| 5    | Madjer              | Portugal      | 13-4        | Salomon    | 2008  |
| 5    | Enounou             | Côte d'Ivoire | 7-6         | Salvador   | 2009  |
| 5    | Dejan Stankovic     | Suisse        | 7-2         | Nigeria    | 2009  |

En gras, les joueurs ayant terminé meilleur buteur de la compétition.

### Buts en finale
| Buts | Joueur        | Équipe | Score final | Adversaire | Année |
| 3    | Anthony Mendy | France | 3-3 (1-0)   | Portugal   | 2005  |

### Meilleurs buteurs par édition
| Édition | Joueur(s)             | Nombres de buts |
| ------- | --------------------- | --------------- |
| 1995    | Zico et Altobelli     | 12 buts         |
| 1996    | Altobelli             | 14 buts         |
| 1997    | Júnior et Ramos       | 11 buts         |
| 1998    | Júnior                | 14 buts         |
| 1999    | Júnior et Matosas     | 10 buts         |
| 2000    | Júnior                | 13 buts         |
| 2001    | Alan                  | 10 buts         |
| 2002    | Neném, Madjer et Nico | 9 buts          |
| 2003    | Neném                 | 15 buts         |
| 2004    | Madjer                | 12 buts         |
| 2005    | Madjer                | 12 buts         |
| 2006    | Madjer                | 21 buts         |
| 2007    | Buru                  | 10 buts         |
| 2008    | Madjer                | 13 buts         |
| 2009    | Stankovic             | 16 buts         |
| 2011    | André                 | 14 buts         |
| 2013    | Shishin               | 11 buts         |
| 2015    | Pedro Moran           | 8 buts          |

### Joueurs marquants
| # | Meilleur joueur        | Meilleur buteur        | Meilleur gardien    |
| - | ---------------------- | ---------------------- | ------------------- |
| 1 | Júnior (4 fois)        | Madjer (5)             | Paulo Sérgio (4)    |
| 2 | Jorginho et Madjer (2) | Júnior (4)             | Roberto Valeiro (2) |
| 3 | 8 joueurs (1)          | Altobelli et Neném (2) | 8 joueurs (1)       |